# Arará (religião)
Arará é uma religião indígena de Cuba, com origem atribuída ao povo jeje-fons (ou eués) do reino africano do Daomé (Benim), originalmente popular nas cidades de Matanzas e Santiago de Cuba, que cultua divindades conhecidas como "luases", semelhante aos espíritos loá da religião Vodu, muitos dos quais são emprestados dos deuses do grupo iorubás (ou nagôs). Alguns rituais menores baseados no grupo congo também são praticados.
Mesmo que os deuses vodus sejam venerados, e não os deuses iorubás da Santeria, as práticas e a linguística se fundiram às práticas de Arará. No entanto, a música e a dança das cerimônias de Arará continuam bastante diferentes das cerimônias de Santeria, separando assim as duas religiões. Estima-se que, por volta da década de 1890 ou início do século XX, as religiões Santeria e Arará começaram a se misturar, resultando na adoção de costumes de Santeria por Arará na orientação de cerimônias. Hoje, muitos praticantes usam a terminologia iorubá para explicar suas práticas, mas ainda continuam usando danças cerimoniais únicas. Algumas dessas danças são conhecidas por sua semelhança com as danças do Vodu haitiano por causa da herança compartilhada das duas religiões, mas as danças ainda permanecem diferentes.